# زنبقانيات
الزنبقانيات (الاسم العلمي: Liliidae) هي صنف من النباتات يتبع طائفة أحاديات الفلقة.

## الزنبقانيات حسب نظام تختجان
نظام تختجان التصنيفي يعتبر الزنبقانيات صنف من الستة أصناف التي تنقسم أحاديات الفلقة إليها، ويعتبر أنها تضم التالي:
- طبقة زنبقاوايات
رتبة Melanthiales
رتبة Colchicales
رتبة Trilliales
رتبة زنبقيات
رتبة Alstroemeriales
رتبة هليونيات
رتبة Tecophilaeales
رتبة Burmanniales
رتبة Hypoxidales
رتبة Orchidales
رتبة Amaryllidales
رتبة هليونيات
رتبة Xanthorrhoeales
رتبة Hanguanales
طبقة Dioscoreanae
رتبة سداتيات
رتبة فشاغيات
رتبة ديسقوريات
رتبة زهور الخفاش